# Théo Lachaud
Pas d'image ? Cliquez ici

a Compétitions nationales et continentales officielles uniquement.

b Matchs officiels uniquement.
Dernière mise à jour le 6 juillet 2024.
Théo Lachaud, né le 31 août 2000 à Toulon (Var), est un joueur français de rugby à XV. Il évolue au poste de talonneur.

## Biographie
Natif de Toulon, Théo Lachaud commence le rugby à XV à l'US seynoise avant d’être formé au RC Toulon.
Il est avec le RC Toulon champion de France juniors Crabos en 2017 en s'imposant contre le SU Agen (35-10).
En 2019, il devient champion du monde junior,,.
En 2021, il rejoint le Stade aurillacois en Pro D2.
Il rejoint le RC Hyères Carqueiranne La Crau en Nationale pour la saison 2023-2024.
Il s'engage pour la saison 2024-2025 à Colomiers Rugby.

## Palmarès

### En club
- Champion de France Crabos 2017 avec le RC Toulon

### En équipe nationale
- Vainqueur du Championnat du monde junior en 2019 avec l'équipe de France des moins de 20 ans